# Kolonie Teufelsberg
Die Kolonie Teufelsberg befindet sich am westlichen Rand der Stadt Oderberg (Landkreis Barnim, Brandenburg) am Fuß des Teufelsberges in der Nähe des Oderberger Sees. Sie ist geprägt durch eine aufgelockerte Bebauung. Es überwiegt, wie in fast allen am Rande liegenden Gebieten der Stadt Oderberg, eine Ein- und Zweifamilienhausbebauung im Privateigentum.
Erst 1937 wurde eine verbindliche Planung für das Stadtgebiet von Oderberg in Form eines Baugebietsplanes aufgestellt. Dieser Plan orientierte sich am baulich-räumlichen Bestand und bemühte sich um die Weiterentwicklung der ortstypischen Merkmale. Der beauftragte Architekt, Heinrich Zeller, betonte die Zweiteilung der Siedlungsstruktur: die alte Stadt auf der Ostseite und die Kolonie am Teufelsberg mit dem Sägewerk auf der Westseite. In diesem Stadtentwicklungskonzept sind Splittersiedlungen aufgeführt, dazu zählt jedoch nicht die Kolonie Teufelsberg. Zu den Splittersiedlungen gehören die Wohnungsbestände entlang der Freienwalder Straße, an der Festung, der Brodowiner Straße und der Eberswalder Chaussee in Richtung Teufelsberg (siehe dazu im verlinkten Stadtentwicklungskonzept auf Seite 83).
Bekannt war der Oderberger Raum und die Kolonie Teufelsberg früher auch für den Schiffsbau. Die dahingehenden Kahnbauereien waren u. a. die von den Schiffsbaumeistern August Pape sen. und Carl Ebel. Jeder Schiffsbaumeister gab seinen Kähnen durch kleine bauliche Besonderheiten sein spezielles Aussehen.
Schon seit 1863 kamen Gäste an den Fuß des Teufelsbergs. Malerisch am Wasser stand hier einst Meltzers Gasthaus und war dank Dampferanleger bis nach Berlin und Stettin bekannt. Seit 2018 knüpft das familiengeführte Landhaushotel Riverside Inn an diese Tradition an.

## Belege
1. 1 2  Integriertes Stadtentwicklungskonzept für die Stadt Oderberg. Abgerufen am 6. Dezember 2021.
2. ↑  Horst Fleischer: Chronik von Oderberg. S. 40.

Koordinaten: 52° 52′ N, 14° 1′ O